# Canal Point
Canal Point ist  ein census-designated place (CDP) im Palm Beach County im US-Bundesstaat Florida. Das U.S. Census Bureau hat bei der Volkszählung 2020 eine Einwohnerzahl von 344 ermittelt.

## Geographie
Canal Point liegt am südöstlichen Ufer des Okeechobeesees und grenzt im Südwesten direkt an die Stadt Pahokee. Der CDP liegt rund 60 km westlich von West Palm Beach und wird vom U.S. Highway 98 (SR 15) sowie von der Florida State Road 700 durchquert.

## Geschichte
1947 wurde ein Abzweig der Florida East Coast Railway von Fort Pierce über Canal Point nach Lake Harbor eröffnet.

## Demographische Daten
Laut der Volkszählung 2010 verteilten sich die damaligen 367 Einwohner auf 154 Haushalte. Die Bevölkerungsdichte lag bei 91,8 Einw./km². 71,1 % der Bevölkerung bezeichneten sich als Weiße, 20,2 % als Afroamerikaner und 0,3 % als Indianer. 6,0 % gaben die Angehörigkeit zu einer anderen Ethnie und 2,5 % zu mehreren Ethnien an. 29,7 % der Bevölkerung bestand aus Hispanics oder Latinos.
Im Jahr 2010 lebten in 34,5 % aller Haushalte Kinder unter 18 Jahren sowie 31,0 % aller Haushalte Personen mit mindestens 65 Jahren. 63,4 % der Haushalte waren Familienhaushalte (bestehend aus verheirateten Paaren mit oder ohne Nachkommen bzw. einem Elternteil mit Nachkomme). Die durchschnittliche Größe eines Haushalts lag bei 2,53 Personen und die durchschnittliche Familiengröße bei 3,24 Personen.
28,9 % der Bevölkerung waren jünger als 20 Jahre, 22,9 % waren 20 bis 39 Jahre alt, 28,1 % waren 40 bis 59 Jahre alt und 20,4 % waren mindestens 60 Jahre alt. Das mittlere Alter betrug 39 Jahre. 51,2 % der Bevölkerung waren männlich und 48,8 % weiblich.
Das durchschnittliche Jahreseinkommen lag bei 25.500 $, dabei lebten 44,0 % der Bevölkerung unter der Armutsgrenze.
Im Jahr 2000 war Englisch die Muttersprache von 65,00 % der Bevölkerung und spanisch sprachen 35,00 %.

## Sehenswürdigkeiten
Am 24. Mai 1973 wurde die Big Mound City in das National Register of Historic Places eingetragen.